# Ján Kozák
Ján Kozák (Košice, Checoslovaquia, 22 de abril de 1980) es un exjugador y actual entrenador de fútbol eslovaco. En su etapa como jugador profesional se desempeñaba como centrocampista ofensivo. Actualmente es entrenador del FC Košice de la Superliga de Eslovaquia.
Su padre Ján fue internacional con la selección checoslovaca y también fue entrenador de la selección de Eslovaquia. Su sobrino Filip Lesniak también es futbolista.

## Selección nacional
Fue internacional con la selección de fútbol de Eslovaquia en 25 ocasiones y convirtió 2 goles.

### Participaciones en Copas del Mundo
| Mundial                        | Sede      | Resultado        | Partidos | Goles |
| ------------------------------ | --------- | ---------------- | -------- | ----- |
| Copa Mundial de Fútbol de 2010 | Sudáfrica | Octavos de final | 1        | 0     |

## Clubes

### Como jugador
| Club                            | País            | Año       |
| ------------------------------- | --------------- | --------- |
| MFK Košice                      | Eslovaquia      | 1997-2000 |
| → KSC Lokeren (cedido)          | Bélgica         | 1998-1999 |
| Slavia Praga                    | República Checa | 2000-2002 |
| MFK Košice                      | Eslovaquia      | 2002-2003 |
| MFK Petržalka                   | Eslovaquia      | 2003-2008 |
| → West Bromwich Albion (cedido) | Inglaterra      | 2006      |
| Slovan Bratislava               | Eslovaquia      | 2009      |
| Politehnica Timișoara           | Rumania         | 2010      |
| AE Larisa                       | Grecia          | 2011      |
| Bunyodkor                       | Uzbekistán      | 2012      |
| DSG Union HABAU Perg            | Austria         | 2013-2014 |
| SV Stripfing                    | Austria         | 2014-2015 |

### Como entrenador
| Club                | País       | Año       |
| ------------------- | ---------- | --------- |
| Slovan Bratislava B | Eslovaquia | 2015-2019 |
| Slovan Bratislava   | Eslovaquia | 2019-2020 |
| FC Košice           | Eslovaquia | 2023-     |

## Palmarés

### Como jugador

#### Campeonatos nacionales
| Título                  | Club              | País       | Año  |
| ----------------------- | ----------------- | ---------- | ---- |
| Superliga de Eslovaquia | MFK Košice        | Eslovaquia | 1998 |
| Superliga de Eslovaquia | MFK Petržalka     | Eslovaquia | 2005 |
| Copa de Eslovaquia      | MFK Petržalka     | Eslovaquia | 2005 |
| Superliga de Eslovaquia | MFK Petržalka     | Eslovaquia | 2008 |
| Superliga de Eslovaquia | Slovan Bratislava | Eslovaquia | 2009 |
| Copa de Uzbekistán      | Bunyodkor         | Uzbekistán | 2012 |

### Como entrenador

#### Campeonatos nacionales
| Título                  | Club              | País       | Año  |
| ----------------------- | ----------------- | ---------- | ---- |
| Superliga de Eslovaquia | Slovan Bratislava | Eslovaquia | 2020 |
| Copa de Eslovaquia      | Slovan Bratislava | Eslovaquia | 2020 |